# Atanua Mons
L'Atanua Mons è una struttura geologica della superficie di Venere.